# Mamino
Mamino – wieś sołecka w Polsce położona w województwie mazowieckim, w powiecie makowskim, w gminie Sypniewo.
W latach 1975–1998 miejscowość administracyjnie należała do województwa ostrołęckiego.
Ochotnicza Straż Pożarna
Rok założ.: 1928.
Koło Gospodyń wiejskich - rok założenia - 2004 
Wierni kościoła rzymskokatolickiego należą do parafii św. Jana Chrzciciela w Sypniewie.